# بنیاد باران
بنیاد باران مؤسسه‌ای غیرانتفاعی و غیردولتی است که سیاستمدار ایرانی سید محمد خاتمی پس از پایان دورهٔ دوم ریاست‌جمهوری خود با همکاری چند تن از وزیران و استانداران پیشین ایران راه‌اندازی کرد. بنیاد باران نام اختصاری بنیاد آزادی رشد و آبادانی ایران است. این بنیاد دفتر و محل ملاقات‌های خاتمی نیز می‌باشد.
طبق ماده ۳ اساسنامه بنیاد باران، موضوع فعالیت این بنیاد تنها در عرصه‌های آموزشی، پژوهشی، فرهنگی، اجتماعی و اقتصادی عنوان شده است و فعالیت سیاسی بنیاد باران غیرقانونی بوده و برای اینکار باید به عنوان حزب سیاسی ثبت شود ولی در عمل این بنیاد و رئیس آن یکی از موثر ترین کانون‌های سیاسی در کشور هستند.

## تاریخچه
بنیاد باران در سال ۱۳۸۴ راه‌اندازی شد.
سید محمد خاتمی در مورد کمبود فعالیت‌های اجتماعی بنیاد باران و موانع پیش روی این بنیاد غیردولتی در هجدهمین جلسه شورایعالی بنیاد ضمن تأکید بر غیر سیاسی بودن بنیاد باران گفت:
«امکانات بنیاد برای فعالیت‌های اجتماعی بسیار محدود است. آن وقت که امکانات داشتیم می‌توانستیم برای فعالیت‌های اجتماعی خود امکاناتی فراهم کنیم، اما ما در این فکر نبودیم؛ نخواستیم چنین اقدامی داشته باشیم و بعد هم با محدودیت‌ها مواجه شدیم؛ یعنی حتی از مصوبه‌ای که طبق آن امکان انتقال کارمندان دولت به نهادها فراهم شده بود، باران را حذف کردند. می‌خواستیم پژوهشکده دایر کنیم و در زمینه علوم انسانی کار کنیم که با وجود پیگیری‌های فراوان مجوز لازم صادر نشد و این در حالی است که در سایر کشورها از این فعالیت‌ها استقبال شده و کمک صورت می‌پذیرد… من معتقدم و تکرار می‌کنم که بنیاد یک مکان سیاسی نیست بلکه مؤسسه‌ای است که کسانی که اهل فکر و دانش هستند با کسانی که تجربه دارند در اینجا گرد هم می‌آیند و در زمینه مسایل فرهنگی، اجتماعی و اقتصادی مبتلا به کشور تبادل‌نظر می‌کنند.»

## فیلتر شدن وب سایت رسمی و افتتاح وب سایت جدید
در آبان ۱۳۸۹ وبگاه رسمی بنیاد باران به دلایل نامشخصی و همزمان با سایت سید محمد خاتمی فیلتر و مسدود شد. اسداله رازانی مدیرعامل فعلی بنیاد باران در مورد مسدود شدن سایت بنیاد باران ضمن تأکید بر اینکه کوچک‌ترین فعالیت غیرقانونی در بنیاد باران برگزار نشده است و تاکنون حتی یک ایراد قانونی به فعالیت‌های این بنیاد گرفته نشده است اظهار داشت:
«دلیل این موضوع به‌طور رسمی به ما اعلام نشده است و ظاهراً از طرف دادستانی با سرویس پشتیبانی کننده سایت تماس گرفته شده و دستور قطع کردن سرویس‌دهی به سایت باران صادر شده و سپس سایت فیلتر شد. البته قبلاً دادستانی از طریق سرویس پشتیبانی کننده سایت اعلام کرده بود که یکی از مطالب مندرج در این پایگاه از نظر کمیته تعیین مصادیق جرائم رایانه‌ای خلاف قانون است، لذا ما پس از مدت کوتاهی آن مطلب را از سایت برداشتیم. در اتفاق اخیر سایت باران بدون هیچ تذکری از سوی دادستانی یا کمیته تعیین مصادیق و هم‌زمان با فیلتر شدن سایت سیدمحمد خاتمی مسدود و فیلتر شد. بنیاد باران بر اساس مجوز صادره از سوی وزارت کشور و امضای شخص وزیر به عنوان یک نهاد غیردولتی ثبت شده است و اساسنامه و تمام تغییرات در آن در مؤسسه ثبت شرکت‌ها ثبت شده و عمدتاً نیز در زمینه‌های فرهنگی، اجتماعی فعالیت می‌کند.»
در ۱۶ اسفندماه ۱۳۹۲، شورای عالی بنیاد باران به ریاست سید محمد خاتمی نشستی برگزار کرد و در آخر از وبسایت جدید بنیاد رونمایی شد.
سید محمد خاتمی دربارهٔ وب‌سایت بنیاد باران گفت:
«هرچند بنیاد باران دارای سایت بود؛ ولی فعالیت آن با مشکلاتی روبرو بود و هم از نظر محتوا و هم از منظر دامنهٔ کار خود محدودیت‌هایی داشت. امروز با همت دوستان در هیئت مدیره و مدیریت جدید بنیاد و جوانان گرانقدری که قصد خیر و خدمت دارند شاهد افتتاح سایتی برای بنیاد باران هستیم که امیدوارم خلأ موجود را برطرف کند. این سایت هم از نظر کیفیت و هم از منظر دامنه کار بهتر از سایت پیشین است و امیدواریم با حضور اندیشمندان، متفکران، صاحب‌نظران و بخش‌های مختلفی که در جامعهٔ ما هستند پویاتر و غنی‌تر شود.»

## اهداف بنیاد
- تقویت زمینه‌های رشد فرهنگی، اجتماعی و اقتصادی و بالابردن سطح دانش و فناوری جامعه
- توسعه منابع انسانی و پرورش نخبگان برای برنامه‌ریزی و مدیریت‌های راهبردی - کاربردی در عرصه‌های مختلف توسعه
- بسط و نهادینه کردن آزادیهای قانونی
- تعمیق فرهنگ ملی، عدالت اجتماعی، رفاه عمومی
- پاسداری از حرمت و کرامت انسان با استفاده از همه امکانات ملی و بین‌المللی

## فعالیتهای بنیاد
- بررسی معضلات عمده کشور در حوزه‌های اقتصادی، اجتماعی، فرهنگی ومدیریتی
- تشکیل جلسات ماهیانه با حضور اعضا، طرح معضلات ملی و بررسی راه‌های برون رفت از آنها
- انتشار مطالب مطرح شده در این نشستها در سایت بنیاد
- تهیه جزوه‌های تحقیقی و تخصصی در خصوص مسائل عمده کشور و انتشار آن در سایت بنیاد و در فضای مجازی